# Kelleria australiensis
Kelleria australiensis is een eenoogkreeftjessoort uit de familie van de Kelleriidae. De wetenschappelijke naam van de soort is voor het eerst geldig gepubliceerd in 1971 door Bayly.